# 峰倉和也
峰倉和也（日语：／ Minekura Kazuya，1975年3月23日—），日本漫畫家。出身並居住於神奈川縣。女性。A型血。

## 概要
在成為漫畫家之前，本來是同人漫畫家。其類型是原創的，這個時期創作的所有作品目前都在商業雜誌上連載。她也為廣播劇CD創作劇本和角色歌曲，OVA《最遊記RELOAD Burial》片頭主題曲的歌詞也由峰倉作詞。

## 經歷
- 1993年：在角川書店《Comic GENKi》（現已廢刊）首次亮相。
- 2000年：於艾尼克斯、德間書店、新書館等發表漫畫。
- 2002年：於一迅社《Comic ZERO-SUM》連載《最遊記RELOAD》。
- 2004年：因身體狀況不佳，網站停止更新（同年9月於新網址恢復運作）。
- 2007年：因子宮病變停止創作。下半年復原。在自己的部落格上宣布疾病名稱以及已經將本身整個子宮切除的事實。
- 2008年：與交往16年的高中同學結婚。
- 2010年：被診斷出患有一種珐琅質上皮腫（日语：エナメル上皮腫），並在部落格上宣布，由於健康狀況不佳，需要接受骨移植和人工整形手術，將無限期停止連載漫畫。
- 2011年：手術（第一階段）完成。相隔半年來首次更新的部落格上報告，自己失去了大約一半的臉，體重也減輕了很多。
- 2012年：在部落格上宣布將從《Comic ZERO-SUM》2012年5月號恢復連載《最遊記REROAD BLAST》。其他作品將在日期確定後立即在部落格和Twitter上公佈。

## 風格
創作奇幻、校園戲劇和冷酷作品。她的作品都包含動作場面，非常講究對男性身體和友誼和人際關係的描繪。另外，或許是因為峰倉本身就是個狂熱的煙槍，故事裡也常出現叼菸（她抽的品牌是CABIN SUPER MILD）。由於作品性質的原因，故事中有很多暴力場面，不乏流血等怪誕場面。人物的言論常常包含黃色笑話。她使用了大量的畫面色調，例如在嘴部周圍添加陰影，但相比之下，在《玩命遊戲》等硬派作品中，用量卻很少。
她經常使用COPIC畫彩色插圖，但最近也開始使用 CG（CS2）。也出版了許多畫冊。

## 作品列表
- 最遊記系列[2]
  - 最遊記
  - 最遊記外傳
  - 最遊記RELOAD
  - 最遊記RELOAD BLAST
  - 最遊記異聞
- 男男最遊記（日语：私立荒磯高等学校生徒会執行部）
- 疾暴執行部WILD ADAPTER（日语：WILD ADAPTER）
- 玩命遊戲
- 蜂巢
- stigma（日语：stigma (漫画)）
- 獸之烙印（短篇）
- JUST!!
- brother

### 畫冊
- 《Back gammon 1～3》
- 《Back gammon-Remix》
- 《sugar coat》
- 《salty dog 1～10》
- 《sugar coat excess》

### 其它
- 最遊人 原作版「最遊記」官方指南
- Trouble trap！（封面、插圖）
- 原文海報 饗

## 助手
- 鈴木次郎
- 水谷悠珠
- 明日東
- 清野桂也

## 外部連結
- ，存于 （日語）—峰倉和也的官方個人網站。
- （页面存档备份，存于） （日語）—Frontier Works經營的官方商品銷售網站。
- World is 峰-mine- （页面存档备份，存于） （日語）—峰倉和也的官方個人部落格。
- 峰倉和也的X（前Twitter） （日語）（工作資訊專用帳戶）